# EHF Cup mannen 2012/13
De EHF Cup 2012-13 was de 32ste editie van de EHF Cup en de eerste sinds het samenvoegen met de EHF Cup Winners' Cup. De final four zal worden gespeeld in Nantes, Frankrijk, op 18 mei en 19 mei 2013.

## Kwalificatie

### 1e ronde
| Team 1                     | Tot.  | Team 2             | 1e wedstr. | 2e wedstr. |
| -------------------------- | ----- | ------------------ | ---------- | ---------- |
| Sporting                   | 53–59 | Ystads IF          | 27–22      | 26–37      |
| Borac Banja Luka           | 63–44 | Besa Famiglia Pejä | 31–22      | 32–22      |
| Haukar Hafnarfjördur       | 57–31 | HC Mojkovac        | 32–12      | 25–19      |
| Winterthur                 | 48–55 | Benfica            | 21–28      | 27–27      |
| Maribor Branik             | 66–52 | Dudelange          | 39–24      | 27–28      |
| Lovosice                   | 59–56 | Zamet              | 27–23      | 32–33      |
| Medvedi Perm               | 80–49 | Tiraspol           | 37–20      | 43–291     |
| European University Cyprus | 43–61 | Odorheiu Secuiesc  | 28–30      | 15–31      |
| HIT medalp Tirol           | 48–57 | Siscia             | 26–25      | 22–32      |
| Meshkov Brest              | 72–42 | Conversano         | 38–19      | 34–232     |
| Diomidis Argous            | 60–47 | AEK Athens         | 30–18      | 30–29      |
| Tongeren                   | 54–66 | Elverum            | 25–26      | 29–40      |
| Balatonfüred               | 51–47 | Kehra              | 24–22      | 27–223     |
| Kristianstad               | 59–49 | Sporta Hlovec      | 31–24      | 28–21      |
| Nilüfer Belediyespor       | 50–84 | Tauron Stal Mielec | 29–424     | 21–42      |
| Kumanovo                   | 65–46 | Dobrudja           | 30–20      | 35–265     |
| KRAS/Volendam              | 51–41 | BSV Bern Muri      | 26–23      | 25–18      |
| London GD                  | 32–88 | Kolding            | 16–466     | 16–42      |

Opmerkingen
- <div id="notes_qr1"/Opmerking 1: return werd gespeeld in Perm, Rusland.[3]
- Opmerking 2: return werd gespeeld in Brest, Wit-Rusland.[4]
- Opmerking 3: return werd gespeeld in Balatonfüred, Hongarije.[5]
- Opmerking 4: De heenwedstrijd werd gespeeld in Mielec, Polen.[6]
- Opmerking 5: De return werd gespeeld in Kumanovo, Macedonië.[7]
- Opmerking 6: De heenwedstrijd werd gespeeld in Kolding, Denemarken.[8]

### 2e ronde
| Team 1             | Tot.  | Team 2               | 1e wedstr. | 2e wedstr. |
| ------------------ | ----- | -------------------- | ---------- | ---------- |
| Odorheiu Secuiesc  | 69–70 | Beşiktaş             | 40–33      | 29–37      |
| Kristianstad       | 47–48 | GUIF                 | 24–22      | 23–26      |
| Kumanovo           | 58–61 | Sungul Snezhinsk     | 27–26      | 31–35      |
| KRAS/Volendam      | 56–59 | Cimos Koper          | 31–32      | 25–27      |
| Tauron Stal Mielec | 53–56 | Tvis Holstebro       | 29–26      | 24–30      |
| Tatabánya          | 46–59 | Elverum              | 23–27      | 23–32      |
| Madeira            | 51–62 | Diomidis Argous      | 25–307     | 26–32      |
| Medvedi Perm       | 66–64 | Wacker Thun          | 38–32      | 28–328     |
| Benfica            | 72–45 | Loacker Südtirol     | 32–20      | 40–259     |
| Kolding            | 66–48 | Lovćen               | 34–17      | 31–3210    |
| Našice             | 60–66 | Meshkov Brest        | 30–31      | 30–35      |
| Siscia             | 46–45 | Dinamo Poltava       | 23–2411    | 23–21      |
| Vardar Skopje      | 60–44 | Lovosice             | 36–19      | 24–25      |
| Kópavogs           | 50–77 | Maribor Branik       | 25–4212    | 25–35      |
| Vojvodina          | 53–52 | Balatonfüred         | 29–25      | 24–27      |
| Motor Zaporozhye   | 58–47 | Haukar Hafnarfjördur | 30–25      | 28–2213    |
| SMD Bacău          | 51–46 | Ystads IF            | 28–24      | 23–2214    |

Opmerking
- Opmerking 7: Heenduel in Argos, Griekenland,[9]
- Opmerking 8: De return werd gespeeld in Perm, Rusland, w[10]
- Opmerking9: De return werd gespeeld in Lissabon, Portugal,[11]
- Opmerking 10: De return werd gespeeld in Vordingborg, Denemarken.[12]
- Opmerking 11: The first leg was played in Poltava, Oekraïne, w[13]
- Opmerking 12: De heenduel werd gespeeld in Maribor, Slovenië,[14]
- Opmerking 13: De return werd gespeeld in Zaporozhye, Oekraïne,[15]
- Opmerking 14: De return werd gespeeld in Bacău, Roemenië, w[16]

### 3e ronde
- heenduels: 23-25 november 2012
- returns: 1-2 december 2012

| Team 1               | Tot.      | Team 2                | 1e wedstr. | 2e wedstr. |
| -------------------- | --------- | --------------------- | ---------- | ---------- |
| Frisch Auf Göppingen | 58–41     | Meshkov Brest         | 29–17      | 29–24      |
| Borac Banja Luka     | 50–66     | Tatran Prešov         | 25–36      | 25–30      |
| Siscia               | 52–64     | Maribor Branik        | 30–29      | 22–35      |
| Diomidis Argous      | 44–64     | Rhein-Neckar Löwen    | 27–27      | 17–37      |
| Cimos Koper          | 51–50     | Porto                 | 29–23      | 22–27      |
| Nantes               | 51–49     | Benfica               | 29–21      | 22–28      |
| Tvis Holstebro       | 67–54     | Saint-Raphaël Var     | 35–19      | 32–35      |
| GUIF                 | 57–57 (a) | Aragón                | 30–26      | 27–31      |
| Magdeburg            | 56–55     | Vardar Skopje         | 30–27      | 26–28      |
| La Rioja             | 50–45     | Vojvodina             | 28–19      | 22–26      |
| SMD Bacău            | 55–44     | Maccabi Rishon LeZion | 33–22      | 22–2215    |
| Haslum               | 56–57     | Beşiktaş              | 31–20      | 25–37      |
| Wisła Płock          | 66–47     | Sungul Snezhinsk      | 37–23      | 29–24      |
| Elverum              | 71–51     | Sloga Doboj           | 34–24      | 37–27      |
| Motor Zaporozhye     | 60–48     | Alpla HC Hard         | 27–26      | 33–22      |
| Kolding              | 68–54     | Medvedi Perm          | 41–24      | 27–30      |

- Opmerking 15: De return werd gespeeld in Bacău, Roemenië,[17]

## Groepsfase
De loting voor de groepsfase vond plaats op 6 december 2012 Belgrado, Servië.

De speeldagen zijn 9–10 februari, 16–17 februari, 23–24 februari, 9–10 maart, 16–17 maart, en 23–24 maart 2013.De top 2 van elke groep plaatst zich voor de kwartfinales.
| Legenda                                  |
| ---------------------------------------- |
| Teams die doorgaan naar de volgende fase |

### Groep A
| Pos | Team                 | Wed | W | G | V | DV  | DT  | DS  | Ptn |
| --- | -------------------- | --- | - | - | - | --- | --- | --- | --- |
| 1   | Frisch Auf Göppingen | 6   | 5 | 0 | 1 | 200 | 175 | +25 | 10  |
| 2   | La Rioja             | 6   | 4 | 0 | 2 | 171 | 155 | +16 | 8   |
| 3   | Cimos Koper          | 6   | 3 | 0 | 3 | 181 | 189 | −8  | 6   |
| 4   | GUIF                 | 6   | 0 | 0 | 6 | 154 | 187 | −33 | 0   |

### Groep B
| Pos | Team               | Wed | W | G | V | DV  | DT  | DS  | Ptn |
| --- | ------------------ | --- | - | - | - | --- | --- | --- | --- |
| 1   | Rhein-Neckar Löwen | 6   | 5 | 0 | 1 | 185 | 150 | +35 | 10  |
| 2   | KIF Kolding        | 6   | 3 | 0 | 3 | 158 | 145 | +13 | 6   |
| 3   | Tatran Prešov      | 6   | 3 | 0 | 3 | 167 | 184 | −17 | 6   |
| 4   | Motor Zaporozhye   | 6   | 1 | 0 | 5 | 150 | 181 | −31 | 2   |

### Groep C
| Pos | Team           | Wed | W | G | V | DV  | DT  | DS  | Ptn |
| --- | -------------- | --- | - | - | - | --- | --- | --- | --- |
| 1   | Tvis Holstebro | 6   | 3 | 2 | 1 | 170 | 157 | +13 | 8   |
| 2   | Maribor Branik | 6   | 3 | 1 | 2 | 170 | 165 | +5  | 7   |
| 3   | Wisła Płock    | 6   | 3 | 0 | 3 | 164 | 158 | +6  | 6   |
| 4   | Elverum        | 6   | 1 | 1 | 4 | 155 | 179 | −24 | 3   |

### Groep D
| Pos | Team      | Wed | W | G | V | DV  | DT  | DS  | Ptn |
| --- | --------- | --- | - | - | - | --- | --- | --- | --- |
| 1   | Magdeburg | 6   | 5 | 1 | 0 | 176 | 135 | +41 | 11  |
| 2   | Nantes    | 6   | 4 | 1 | 1 | 154 | 143 | +11 | 9   |
| 3   | Beşiktaş  | 6   | 1 | 0 | 5 | 129 | 164 | −35 | 2   |
| 4   | SMD Bacău | 6   | 1 | 0 | 5 | 148 | 165 | −17 | 2   |

### Rangschikking van de beste nummers 2
| Groep | Team           | AW | G | G | V | DV  | DT  | DS | Pnt |
| ----- | -------------- | -- | - | - | - | --- | --- | -- | --- |
| C     | Maribor Branik | 4  | 2 | 1 | 1 | 109 | 106 | 3  | 5   |
| D     | Nantes1        | 4  | 2 | 1 | 1 | 101 | 98  | 3  | 5   |
| B     | Kolding        | 4  | 2 | 0 | 2 | 109 | 97  | 12 | 4   |
| A     | La Rioja       | 4  | 2 | 0 | 2 | 112 | 107 | 5  | 4   |

Opmerking
- Note 1: Nantes eindigde als 2e beste nummer 2 en plaatste zich hierdoor rechtstreeks voor de final four omdat het de final four organiseert.

## Knock-outfase

### Kwartfinale
De loting voor de kwartfinales vindt plaats op 26 maart 2013. De heenwedstrijden worden gespeeld op 20 april & 21 april en de returns op 27 en 28 april 2013.
| Team 1         | Tot.  | Team 2               | 1e wedstr. | 2e wedstr. |
| -------------- | ----- | -------------------- | ---------- | ---------- |
| KIF Kolding    | 50-51 | Tvis Holstebro       | 24-24      | 26-27      |
| Maribor Branik | 56-57 | Frisch Auf Göppingen | 26-26      | 30-31      |
| Magdeburg      | 51-55 | Rhein-Neckar Löwen   | 31-28      | 20-27      |

### Final Four
|  | halve finale         | halve finale |  |                    | finale      | finale      |
|  |                      |              |  |                    |             |             |
|  | 18 mei 2013          |              |  |                    |             |             |
|  | Tvis Holstebro       | 20           |  |                    |             |             |
|  | Nantes               | 27           |  |                    | 19 mei 2013 | 19 mei 2013 |
|  |                      |              |  |                    | Nantes      | 24          |
|  | 18 mei 2013          | 18 mei 2013  |  | Rhein-Neckar Löwen | 26          |             |
|  | Frisch Auf Göppingen | 22           |  |                    |             |             |
|  | Rhein-Neckar Löwen   | 28           |  |                    |             |             |